# 普罗士邦
普罗士邦是坐落于马来西亚马六甲亚罗牙也县的巫金和城镇。普罗士邦与森美兰州淡边县淡边相邻。普罗士邦有一个服务森美兰淡边和马六甲的火车站。

## 教育
- 苏丹满速沙国中[1]

## 交通
- 普罗士邦／淡边站 - 位于马六甲境内火车站